# Biografielijst Wk

## Wk

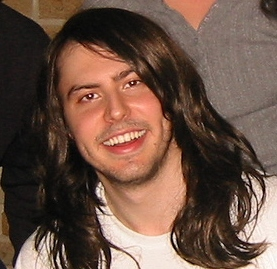
Andrew WK

- Andrew W.K., pseudoniem van Andrew Fetterly Wilkes-Krier, (1979), Amerikaans multi-instrumentalist en metalzanger